# Olímpico de Pozuelo Rugby Club
El Olímpico de Pozuelo Rugby Club es un club de rugby de español de Pozuelo de Alarcón (Comunidad de Madrid). Su equipo masculino milita en la liga de División de Honor B y cuenta en su palmarés con un título de Copa de Rey. El equipo femenino participa también en la segunda categoría, la División de Honor B Femenina

## Historia
El club fue fundado en 1963 en la barriada de San Antonio de la Florida, en el distrito de Moncloa-Aravaca de Madrid. Originalmente fue bautizado como San Antonio, aunque poco después cambió el nombre por Olímpico 64, debido a los Juegos Olímpicos de ese año. En 1974 se trasladó a Leganés, atendiendo a una propuesta del ayuntamiento local, que ofreció al club la construcción de un campo de rugby y ayudas para la promoción de este deporte. Jugando como Olímpico Leganés, la temporada 1976-77 debutó en la máxima categoría de la liga española. Al término de la temporada el club se trasladó a otro municipio del área metropolitana madrileña, Pozuelo, después que su estadio en Leganés fuese reconvertido en campo de fútbol.
A lo largo de su historia el Olímpico ha militado un total de seis temporadas en la División de Honor masculina, siendo su última participación la temporada 1991-92. El mayor éxito de su historia fue la conquista de la Copa de Rey la temporada 1986-87.
Por su parte, el equipo femenino del Olímpico de Pozuelo acumuló varios subcampeonatos de la Copa de Reina (2005, 2006, 2007 y 2013) hasta conseguir su primer título nacional, el campeonato de División de Honor femenina la temporada 2013-14. En 2016-17 y 2017-18 encadenó otros dos títulos de liga.